# در میان هیچ کجا
در میان هیچ‌کجا (انگلیسی: Middle of Nowhere) فیلمی در ژانر کمدی-درام، داستان بلوغ، و درام به کارگردانی جان استاکول است که در سال ۲۰۰۸ منتشر شد. از بازیگران آن می‌توان به اوا اموری، سوزان ساراندون، جاستین چتوین، آنتون یلچین، و ویلا هلند اشاره کرد.